# أورتويلا
بلدية أورتويلا (بالإسبانية: Ortuella)‏ هي بلدية تقع في مقاطعة بيسكاي، التي تقع في منطقة الباسك شمالي إسبانيا.

## أعلام
- فلورنسيو قسطنطين
- خوان أنطونيو إيبينا

## وصلات خارجية
- (بالإسبانية)